# Tramwaje w Fort Madison
Tramwaje w Fort Madison − zlikwidowany system komunikacji tramwajowej w Fort Madison w Stanach Zjednoczonych, działający w latach 1888−1929.

## Historia
Pierwsze tramwaje w Fort Madison uruchomiono lipcu 1888, były to tramwaje konne. Linia tramwajowa połączyła centrum z Ivanhoe Park. Operatorem tramwajów była spółka Fort Madison Street Railway Company, która w 1891 uruchomiła tramwaje parowe. W 1895 uruchomiono tramwaje elektryczne i w tym samym roku zlikwidowano tramwaje konne. Tramwaje poruszały się po torach o szerokości 1435 mm. W 1929 zlikwidowano tramwaje. 